# Skidra (gmina)
Skidra (gr. Δήμος Σκύδρας, Dī́mos Skýdras, Dimos Skidras) – gmina w Grecji, w administracji zdecentralizowanej Macedonia-Tracja, w regionie Macedonia Środkowa, w jednostce regionalnej Pella. W 2011 roku liczyła 20 188 mieszkańców. Powstała 1 stycznia 2011 roku w wyniku połączenia dotychczasowych gmin Menida i Skidra. Siedzibą gminy jest Skidra.